# Злоякісна гіпертермія
Злоякісна гіпертермія (ЗГ) — це синдром, який зазвичай розвивається у відповідь на дію сильних інгаляційних анестетиків та/або сукцинілхоліну (суксаметонію) у генетично схильних осіб.[1] У схильних до злоякісної гіпетермії (ЗГ) пацієнтів ця дія може спричинити клінічний епізод ЗГ — стрімке прискорення обміну речовин, що призводить до критичного підвищення температури тіла та рабдоміолізу з потенційною гіперкаліємією. За відсутності захворювання, що уражає серцевину м'язевих волокон, схильність до ЗГ є субклінічним станом. Проте деякі схильні до ЗГ люди можуть відчувати дискомфорт під час занять спортом у спеку; нерідко скаржаться на судоми у м'язах.